# Black Roses
A Black Roses a The Rasmus finn rockzenekar hetedik stúdióalbuma, ami 2008. szeptember 26-án kerül a boltokba. A kiadást eredetileg márciusra tervezték.
Az első kislemez videóklipjét Stockholmban forgatták, 2008. július 3-án. Az új albumról ezt a számot játszották koncerten először, Berlinben, a címadó Ten Black Roses című dallal együtt július 5-én.
A felvételeket Helsinkiben, Nashville-ben, Stockholmban, Szingapúrban, Görögországban és Németországban készítették.

## Kislemezek
| Year | Album                         | FIN | GER | AUT | POL |
| ---- | ----------------------------- | --- | --- | --- | --- |
| 2008 | Livin' In A World Without You | 1   | 14  | 39  | 2   |
| 2009 | Justify                       | -   | 56  | 61  | 9   |

## Az album dalai
| #   | Cím                                                           | Hossz |
| --- | ------------------------------------------------------------- | ----- |
| 1.  | Livin' In A World Without You                                 | 3:50  |
| 2.  | Ten Black Roses                                               | 3:54  |
| 3.  | Ghost Of Love                                                 | 3:17  |
| 4.  | Justify                                                       | 4:26  |
| 5.  | Your Forgiveness                                              | 3:55  |
| 6.  | Run To You                                                    | 4:11  |
| 7.  | You Got It Wrong                                              | 3:17  |
| 8.  | Lost And Lonely                                               | 4:46  |
| 9.  | The Fight                                                     | 3:46  |
| 10. | Dangerous Kind                                                | 3:47  |
| 11. | Live Forever                                                  | 3:21  |
| 12. | Yesterday You Threw Away Tomorrow (Bonus Track)               | 3:05  |
| 13. | Livin' In A World Without You (Acousic Version) (Bonus Track) | 3:43  |